# Rumänien i olympiska vinterspelen 1994
Rumänien deltog med 23 deltagare vid de olympiska vinterspelen 1994 i Lillehammer. Ingen av landets deltagare erövrade någon medalj.